# 薩摩松元駅
薩摩松元駅（さつままつもとえき）は、鹿児島県鹿児島市上谷口町にある、九州旅客鉄道（JR九州）鹿児島本線の駅である。
駅名は駅所在地の小字名に由来する（#駅名の由来を参照）。1954年（昭和29年）に上伊集院村の請願により設置された。
鹿児島市内最北端かつ最西端の駅。

## 歴史
薩摩松元駅設置前の上伊集院村（後の松元町）には饅頭石駅（後の上伊集院駅）が唯一存在していた。饅頭石駅は上伊集院村の中心部からは遠く、1949年（昭和24年）より上伊集院村は村の中心部である上谷口字松元に駅設置する請願を日本国有鉄道（国鉄）に行ったものの、計画地が傾斜地に位置していることから国鉄から設置許可が得られなかった。しかし、度重なる請願により駅開設が許可された。
請願駅であることから、上伊集院村は村の財源及び村民の寄付により駅開設費用を全額負担し、さらに村民による奉仕作業が行われ、薩摩松元駅として上伊集院村の中心部に開設された。

### 年表
- 1949年（昭和24年）7月：上伊集院村議会で当駅開設要望を議決。これを受け村は国に要望書を提出[1]。
- 1953年（昭和28年）5月20日：上伊集院村主催の起工式を挙行[1]。
- 1954年（昭和29年）2月11日：請願駅として伊集院駅 - 上伊集院駅間の上伊集院村大字上谷口字松元に薩摩松元駅として開設[2]。
駅の設置に際し寄せられた寄附金は1,200万円となり、延べ2万人による奉仕作業が行われた[1]。
- 1963年（昭和38年）10月1日：荷物扱い廃止[3]。
- 1977年（昭和52年）8月4日：伊集院 - 当駅間複線化。
- 1980年（昭和55年）2月6日：当駅 - 上伊集院間が複線化。
- 1986年（昭和61年）7月31日：ホームに防護柵設置[4]。
- 1987年（昭和62年）4月1日：国鉄分割民営化により九州旅客鉄道が継承[3]。
- 2004年（平成16年）3月13日：九州新幹線部分開業に伴うドリームつばめ廃止に伴い鹿児島中央駅 → 川内駅間で最終列車として運行される快速列車の停車駅となる（ただし、鹿児島中央駅から伊集院駅までは各停）。
  - 4月1日：合理化により無人駅になる。
  - 4月11日：開業50周年記念イベントが駅前広場で行われた[5]。
- 2012年（平成24年）12月1日：ICカードSUGOCAの利用を開始[6]。

### 駅名の由来
「薩摩」は旧国名である薩摩国のことである。漢字が異なる既に同じ読みの松本駅（まつもとえき）が長野県松本市に開設されていたため、旧国名を冠称したものである。
「松元」は1954年（昭和29年）に駅を設置した場所の小字名が松元（日置郡上伊集院村大字上谷口字松元）であったことにより「薩摩松元駅」と命名された。
その後、1960年（昭和35年）に上伊集院村が町制施行した際に、薩摩松元駅が所在していたこと、現在の鹿児島市役所松元支所の場所に移転する以前の村役場が字松元に所在していたことにより上伊集院村から松元町に改称された。

## 駅構造
島式ホーム1面2線を有する地上駅でありホーム上に存在する駅舎には地下道を通る。2004年（平成16年）までは有人駅であったが、現在は無人駅となっている。トイレは設置されていない。
IC乗車カード「SUGOCA」の利用が可能で（相互利用可能ICカードはSUGOCAの項を参照）、簡易SUGOCA改札機が設置されている。SUGOCAの販売、およびチャージの取り扱いは行っていないが、駅近くのファミリーマートあるいはセブンイレブンでチャージが可能。
降車客のICカード以外の普通乗車券は駅の集札箱に投入、または車掌が回収する。一部時間帯のみ伊集院駅の駅員が改札を担当する。
簡易自動券売機（ICカード非対応）が設置されている。

### のりば
| 番線 | 路線        | 方向 | 行先             |
| ---- | ----------- | ---- | ---------------- |
| 1    | ■鹿児島本線 | 上り | 伊集院・川内方面 |
| 2    | ■鹿児島本線 | 下り | 鹿児島中央方面   |

## 利用状況
2023年（令和5年）度の1日平均の乗車人員は570人である。
| 年度 | 1日平均 乗車人員 | 1日平均 乗降人員 |
| ---- | ---------------- | ---------------- |
| 2003 | 518              |                  |
| 2004 | 507              |                  |
| 2005 | 512              |                  |
| 2006 | 532              |                  |
| 2007 | 546              | 1,098            |
| 2008 | 551              | 1,104            |
| 2009 | 551              | 1,093            |
| 2010 | 542              | 1,093            |
| 2011 | 538              | 1,081            |
| 2012 | 556              | 1,112            |
| 2013 | 580              | 1,161            |
| 2014 | 536              | 1,069            |
| 2015 | 538              | 1,070            |
| 2016 | 530              |                  |
| 2017 | 571              |                  |
| 2018 | 581              |                  |
| 2019 | 579              |                  |
| 2020 | 473              |                  |
| 2021 | 477              |                  |
| 2022 | 519              |                  |
| 2023 | 570              |                  |

## 駅周辺
- 鹿児島市立松元小学校
- 鹿児島市立松元中学校
- 鹿児島市役所松元支所（旧・松元町役場）
- 松元駅前郵便局
- 鹿児島銀行松元支店
- 松元平野岡体育館

## 隣の駅
九州旅客鉄道（JR九州）
■鹿児島本線
伊集院駅 - 薩摩松元駅 - 上伊集院駅